# Тета Персея
Тета Персея, (лат. Theta Persei, θ Per) — двойная звезда, которая находится в созвездии Персей на расстоянии около 36,6 светового года от нас.

## Характеристики
Обе компоненты в системе θ Персея принадлежат к звёздам главной последовательности. Согласно Шестому каталогу визуальных орбит двойных звёзд, компоненты системы А и В разделены между собой на среднем расстоянии 250 а. е. (22,289") и движутся вокруг общего центра масс по эллиптической орбите (e=0,13), совершая полный оборот за 2720 лет. Орбита звёзд повёрнута к земному наблюдателю под углом 75,44°.

## Ближайшее окружение звезды
Следующие звёздные системы находятся на расстоянии в пределах 20 световых лет от θ Персея:
| Звезда         | Спектральный класс                  | Расстояние, св. лет |
| HIP 11048      | M1,5 Ve                             | 3,3                 |
| ι Персея       | G0 V / ?                            | 3,4                 |
| Глизе 3182     | DC9 /VII                            | 4,3                 |
| Росс 15        | M4 Ve                               | 7,9                 |
| AC+56 13511    | M3 V                                | 8,2                 |
| Глизе 3147     | M V                                 | 9,6                 |
| HR 483         | G1,5 V / ?                          | 9,7                 |
| δ Треугольника | G0,5 Ve / ?                         | 10,0                |
| υ Андромеды    | F8 V / M4,5 V                       | 12                  |
| μ Кассиопеи    | G5 VIp / M V-VI                     | 14                  |
| HD 21809       | G5 V                                | 17                  |
| α Возничего    | G8-K0 IIIe / G1 III / M1 V / M4,5 V | 14                  |
| η Кассиопеи    | G5 VIp / M V-VI                     | 19                  |
| λ Возничего    | G0-1.5 V                            | 20                  |